# آی‌ان‌اس میسور (دی۶۰)
آی‌ان‌اس میسور (دی۶۰) (به انگلیسی: INS Mysore (D60)) یک کشتی است که طول آن ۱۶۳ متر (۵۳۵ فوت) می‌باشد. این کشتی در سال ۱۹۹۳ ساخته شد.